# Jesús Domínguez Bordona
Jesús Domínguez Bordona (Ciudad Rodrigo, 6 de noviembre de 1889 - Tarragona, 30 de septiembre de 1963) fue un bibliotecario, archivero e historiador español, miembro de la Real Academia de Buenas Letras en 1958 y de la Real Academia de la Historia, así como del Instituto de Estudios Catalanes.

## Biografía
Leonardo-Jesús Domínguez Sánchez-Bordona —de nombre completo— estudió en el colegio de San Cayetano de Ciudad Rodrigo, antes de empezar estudios universitarios en Salamanca y completarlos en Madrid, donde se doctoró en 1912 en Filosofía y Letras. En 1913 ingresó en el Centro de Estudios Históricos de la Junta para Ampliación de Estudios de Madrid, y se mantuvo en la entidad hasta 1936. Entró en el Cuerpo Facultativo de Archiveros, Bibliotecarios y Arqueólogos en 1915 y el 23 de julio fue destinado a la biblioteca de la Universidad de Oviedo. El 30 de junio del 1917 permutó la plaza de Oviedo por la de responsable de la sala de manuscritos de la Biblioteca Nacional de España. A partir de 1931 dirigió la biblioteca del Palacio Real de Madrid e impulsó la redacción y publicación del Catálogo de manuscritos de América y del Catálogo de grabados. Se le ha reconocido la aproximación científica que renovó la colección bibliográfica de la Real Biblioteca, reuniendo, por ejemplo, todos los incunables en una colección diferenciada.
Después de la Guerra Civil Española fue depurado y, en 1942, destinado forzosamente a la Biblioteca provincial de Tarragona, de la que llegaría a ser director hasta su jubilación en 1959, y en la que continuó colaborando posteriormente con cargo honorífico. Su gestión salvó de la destrucción parte del fondo del Servicio de Bibliotecas del Frente conservado en dicha biblioteca tarraconense.
Autor de poesías y estudios literarios e históricos, publicó artículos en publicaciones españolas, alemanas y portuguesas. Colaboró en la colección "Biblioteca de Clásicos Castellanos", y realizó estudios literarios dedicados a Alfonso X el Sabio y a la prosa castellana del siglo XV, editando y comentando clásicos de la literatura castellana como Cristóbal de Castillejo, Fernando del Pugar o Fernán Pérez de Guzmán. En el campo bibliográfico, fue autor de estudios sobre el miniaturismo hispánico, del Catálogo de manuscritos catalanes de la Biblioteca Nacional (1931) y de los Manuscritos de la Biblioteca Pública de Tarragona (1954), entre otros trabajos. Escribió en el Diario Español de Tarragona con el pseudónimo Magín Evangelista, y tuvo varias colaboraciones en el Boletín del Archivo Bibliográfico de Santas Cruces entre 1954 y 1960. En los últimos años de su vida tradujo del francés libros religiosos para la editorial Herder. Falleció a los 73 años de edad.
Fue miembro de la Real Academia de Buenas Letras (1958) y de la Real Academia de la Historia, miembro del Instituto de Estudios Catalanes y consejero numerario del Instituto de Estudios Tarraconenses. Su fondo documental se conserva en el archivo del Centro de Ciencias Humanas y Sociales (Madrid), procedente de la donación de Manuel Gómez-Moreno. Domínguez Bordona fue distinguido en 1934 por la Academia de Historia con el premio "Talento de la Historia".

## Obras
- Poesía popular, colección de canciones populares extranjera.  Ciudad Rodrigo: Viuda e hijos de Cuadrado, 1906.
- Exposición de códices miniados españoles. Catálogo.  Madrid: Sociedad Española de Amigos del Arte, 1929.[4]
- La miniatura española.  Barcelona: Gustavo Gili, 1929-1930.  Traducida a varios idiomas
  - Die Spanische Buchmalerei vom siebten bis siebzehnten Jahrhundert.  Leipzig: H. Schmidt &. C. Günther : Pantheon Verlag für Kunstwissenschaft, 1930.
  - Spanish Illumination.  Firenze-París: Pantheon-Pegasus Press, 1930.
  - Spanish Illumination.  New York: Hacker Arte Books, 1969.
- El arte de la miniatura española.  Madrid: Plutarco, 1932 (col. Índices de Pintura Española).[4]
- Catálogo de los manuscritos catalanes de la Biblioteca Nacional.  Madrid: Biblioteca Nacional, 1931.
- Manuscritos cono pinturas. Notas para un inventario de los conservados en colecciones públicas y particulares de España.  Madrid: Centro de Estudios Históricos, 1933 (col. Fichero de arte antiguo).
- Lafuente Ferrari, Enrique. «El arte de la miniatura española». A: Breve historia de la pintura española.  Madrid: Plutarco, 1934 (col. Misiones de Arte).
- Manuscritos de América.  Madrid: Biblioteca de Palacio, 1935 (Catálogo de la Biblioteca de Palacio, 9).
- «La Biblioteca de Don Ramon Foguet canónigo tarraconense (1725-1794)». A: Miscelánea Puig y Cadafalch. vol. I.  Barcelona: Instituto de Estudios Catalanes, 1947-1951, p. 243-253.
- «La Biblioteca del virrey don Pedro Antonio de Aragón 1611-1690». Boletín arqueológico. Real Sociedad Arqueológica Tarraconense, año XLVIII, 1948.
- «Notas sobre el "Missale Tarraconense" de Rosenbach: a propósito de un nuevo ejemplar». Biblioteconomía, boletín de la Escuela de Bibliotecarias de Barcelona, Año V, n.º 18, 1948, pág. 88-93. ISSN: 0006-1778.
- «La Biblioteca del virrey don Pedro Antonio de Aragón Adenda, Libros conservados en Poblet». Boletín arqueológico. Real Sociedad Arqueológica Tarraconense, año L, 1950.
- La miniatura.  Barcelona: Argos, 1950.
- Lo Escritorio y la primitiva biblioteca de Santas Cruces. Noticía para su estudio y catálogo de los manuscritos que de dicha procedencia se conservan.  Tarragona: Instituto de Estudios Tarraconenses Ramón Berenguer IV, 1952.
- Manuscritos de la Biblioteca Pública de Tarragona.  Tarragona: Diputación Provincial de Tarragona, 1954 (col. Instituto de Estudios Tarraconenses Ramón Berenguer IV, 11).
- Diccionario de iluminadores españoles.  Madrid: Imp. Maestre, 1957.
- «Manuscritos de San Bernardo en la Biblioteca de Tarragona». Scriptorium: revue internationale des études relativas aux manuscritos, vol. 12, n.º 2, 1958, pág. 238-246. ISSN: 0036-9772.
- «Incunables de la Biblioteca de Tarragona». Revista de Archivos, Bibliotecas y Museos, tomo LXIX, n.º 2, 1961, pág. 559-620.
- «La "Práctica mercantivol" de Joan Ventallol». Gutenberg-Jahrbuch, 1961, pág. 118-121.
- Catálogo de la exposición de códices miniados españoles. XVI Congreso de editoras.  Barcelona: INLE, 1962.
- «Miniatura». A: Ars Hispaniae, 18: Miniatura. Grabado. Encuadernación.  Madrid: Plus ultra, 1962.

### Ediciones de textos
- Castillejo, Cristóbal de. Obras.  Madrid: Ediciones de "La Lectura", 1926-1928 (Clásicos castellanos, 72, 89, 88, 91).[3]
- Instrucción de Fray Fernando de Talavera para el régimen interior de su palacio.  Madrid: Tip. de Archivos, 1930.[4]
- Proceso inquisitorial contra el escultor Esteban Jamete.  Madrid: Junta para ampliación de estudios @e investigaciones científicas, Centro de Estudios Históricos, 1933.
- Pulgar, Fernando del. Claros varones de Castilla.  Madrid: Ediciones de "La Lectura", 1923 (Clásicos castellanos, 49).
- Pulgar, Fernando del. Letras. Glosa a la copla de Mingo Revulgo.  Madrid: Espasa-Calpe, 1929 (Clásicos castellanos, 99).
- Pérez de Guzmán, Fernán. Generaciones y semblanzas.  Madrid: Ediciones de "La Lectura", 1924 (Clásicos castellanos, 61).
- Trujillo del Perú a finas del siglo XVIII, dibujos y acuarelas que mandó hacer lo obispo D. Baltasar Jaime Martínez Compañón.  Madrid: Patrimonio de la República. Biblioteca de Palacio, 1936.
- Valera, Juan «Cartas inéditas de Don Juan Valera (1824-1905)». Revista de la Biblioteca, archivo y Museo del Ayuntamiento de Madrid, núms. II y III, 1925 y 1926. Eitat en extraído:  Cartas inéditas de Don Juan Valera (1824-1905).  Madrid: Imp. Municipal, 1926.

Las ediciones que hizo en la colección Clásicos Castellanos han sido reeditadas varias veces por la editorial Espasa-Calpe.

### Traducciones
- Las jeunes et la foi de Pierre Babin ( Los jóvenes y la fe, 1962. ); Le Chrétien et le Monde Moderne de Jean Daniélou ( El cristiano y el mundo moderno, 1963. ); Dimensions de la charité de Louis-Joseph Lebret ( Dimensiones de la caridad, 1961. ); Directoire de Charles de Foucauld ( Hermano Carlos de Jesús Directorio, 1963. ); Saint Antoine du Desert, de Henri Queffelec ( Santo Antonio del Desierto, 1957. )